# Claudius Steffens
Claudius Steffens (* 1984 in Berlin als Florian Claudius Steffens) ist ein deutscher Schauspieler.

## Leben
Steffens wuchs als eines von vier Kindern im Ostberliner Stadtteil Weißensee auf. Er besuchte die Freie Waldorfschule in Berlin-Mitte. Steffens machte vor seiner Schauspielausbildung ein Freiwilliges Soziales Jahr in England, wo er u. a. in einer Bäckerei gemeinsam mit Behinderten arbeitete. Außerdem studierte er mehrere Semester Theatertechnik und Theaterpädagogik. Von 2008 bis 2012 absolvierte er seine Schauspielausbildung an der Hochschule für Schauspielkunst „Ernst Busch“ in Berlin. Erste Theaterengagements hatte er bereits während seiner Ausbildung, u. a. am Karmanoia-Theater Berlin (2009), am Maxim Gorki Theater (2009) und am bat-Studiotheater. Am bat spielte er u. a. 2010 die Titelrolle in Richard III unter der Regie von Leander Haußmann. In der Spielzeit 2011/12 gastierte er beim Berliner Theaterkollektiv Heimathafen Neukölln und an der Schaubühne am Lehniner Platz, als Schlosser Klesc in Nachtasyl.
Nach der Schauspielschule wurde er mit Beginn der Spielzeit 2012/13 als festes Ensemblemitglied an das Theater Münster engagiert, wo er insgesamt drei Jahre blieb, bis zum Ende der Spielzeit 2014/15. In Münster spielte er zahlreiche Hauptrollen des klassischen Theaterrepertoires, u. a. Franz Moor in Die Räuber (Premiere: Spielzeit 2012/13, Regie: Frank Behnke), Haimon in Antigone (Premiere: Spielzeit 2012/13, Regie: Stefan Otteni), die Titelrolle in Hamlet (Premiere: Spielzeit 2013/14, Regie: Frank Behnke), Faust in Goethes Urfaust (Premiere: Spielzeit 2014/15, Regie: Robert Teufel) und Beckmann in Draußen vor der Tür (Premiere: Spielzeit 2014/15, Regie: Bernadette Sonnenbichler). Er wurde mit zwei Münsteraner Theaterpreisen ausgezeichnet; u. a. erhielt er den „Volksbühnentaler“ (Publikumspreis) als „Bester Schauspieler“ der Saison 2012/13.
Ab Beginn der Spielzeit 2015/16 war Steffens festes Ensemblemitglied am Schauspiel Leipzig. In Leipzig übernahm er zunächst eine Rolle in Der Mann aus Oklahoma, einem Stück des Schweizer Autors Lukas Linder; in dieser Rolle wurde er Nachfolger des Leipziger Schauspielers Jonas Hien. Seine erste Leipziger Premiere spielte Steffens im November 2015 als „Gangsterer Andi“ in Der Herzlfresser, dem neuen Stück von Ferdinand Schmalz nach einer „schräg-gruseligen“ Geschichte über einen Serienmörder in der Steiermark. Weitere Rollen Steffens’ am Schauspiel Leipzig waren u. a. Algernon in Bunbury (2016), Freder Fredersen in einer Bühnenfassung von Metropolis (2016–2017; Premiere: Spielzeit 2015/16, Regie: Claudia Bauer), den Erzähler Ed in der Bühnenfassung des Romans Kruso von Lutz Seiler (Premiere: Spielzeit 2017/18, Regie: Armin Petras) und die Titelrolle in Peer Gynt (Spielzeit 2017/18, Regie: Philipp Preuss).
Steffens verbindet eine langjährige Zusammenarbeit mit der Regisseurin Claudia Bauer. In der Uraufführung von Geister sind auch nur Menschen von Katja Brunner (Premiere: Spielzeit 2017/18, Regie: Claudia Bauer) spielte er die alte, inkontinente Frau Heisinger. In der Spielzeit 2018/19 wurde die Produktion Süßer Vogel Jugend von Tennessee Williams (inszeniert von Claudia Bauer), in der er die Hauptrolle Chance Wayne spielte, zum Berliner Theatertreffen 2020 eingeladen.
In der Spielzeit 2019/20 gab er als Maler Schwarz in Lulu (Regie: Bernadette Sonnenbichler) sein Debüt am Düsseldorfer Schauspielhaus. Seit Beginn der Spielzeit 2021/22 ist Steffens festes Ensemblemitglied am Düsseldorfer Schauspielhaus, wo er auch als Ensemblesprecher fungiert. 
Steffens wirkte in einigen Kurz- und Hochschulfilmen und in einer Nebenrolle im Kinofilm A Cure for Wellness (2017) des Hollywood-Regisseurs Gore Verbinski mit. In der ZDF-Fernsehserie Zarah – Wilde Jahre (Erstausstrahlung ab September 2017) hatte Steffens in der 5. Folge eine Episodenrolle; er spielte den RAF-Terroristen Stefan Berger. In der ZDF-Serie SOKO Leipzig (2020) war er in einer Episodenrolle als tatverdächtiger Getränkefahrer zu sehen. In der 16. Staffel der ZDF-Serie SOKO Wismar (2020) übernahm er eine weitere Episodenrolle als tatverdächtiger Bootsführer Tim Horn. In der 3. Staffel der TV-Serie Die Heiland – Wir sind Anwalt (2022) übernahm er eine Episodenhauptrolle als Altenpfleger Dario Schinkel. In dem TV-Zweiteiler Das Weiße Haus am Rhein (2022) spielte Steffens den pädophilen, homosexuellen SS-Standartenführer Harm Altmann, der als Antagonist des Helden, gespielt von Jonathan Berlin, zunehmend die Geschicke des Hotels kontrolliert.
Im Februar 2021 outete er sich im Rahmen der Initiative #actout im SZ-Magazin mit 184 anderen lesbischen, schwulen, bisexuellen, queeren, nicht-binären und trans* Schauspielern. Steffens lebt in Leipzig und Düsseldorf.

## Filmografie (Auswahl)
- 2010: T for 3 (Kurzfilm)
- 2011: Franz (Kurzfilm)
- 2013: Santini's Netzwerk (Dokumentarfilm)
- 2016: Retropia (Hochschulfilm, HFF Potsdam-Babelsberg)
- 2017: A Cure for Wellness (Kinofilm)
- 2017: Zarah – Wilde Jahre: Ballern und bumsen (Fernsehserie, eine Folge)
- 2017: Wishlist (Webserie)
- 2018: Familie Dr. Kleist: Das macht uns nur stärker (Fernsehserie, eine Folge)
- 2020: SOKO Leipzig: Tiefer Fall (Fernsehserie, eine Folge)
- 2020: SOKO Wismar: Ältermänner (Fernsehserie, eine Folge)
- 2021: Die Heiland – Wir sind Anwalt: Schikane einer alten Dame (Fernsehserie, eine Folge)
- 2021: Das Weiße Haus am Rhein (Fernsehfilm)
- 2021: Legacy (Miniserie NL)
- 2022: LIEBES KIND (Netflix)
- 2023: Die Neue und der Bulle (Fernsehserie)